# Clubiona bandoi
Clubiona bandoi là một loài nhện trong họ Clubionidae.
Loài này thuộc chi Clubiona. Clubiona bandoi được miêu tả năm 1995 bởi Hayashi.